# Лицарська служба
Лицарська служба — форма феодального землеволодіння, згідно з якою лицар тримав феод або маєток землі, який називався лицарською платою (плата є синонімом феода) від сюзерена за умови, що він як орендар виконує військову службу для свого сюзерена.

## Історія
Його походження пов'язане з тим розвитком війни, який зробив кольчужного вершника, озброєного списом і мечем, найважливішим фактором у битві. Довгий час вважалося, що лицарська служба виникла завдяки зобов'язанню за англійською системою кожні п'ять гайд землі для забезпечення одного солдата на війні. Зараз вважається, що, навпаки, це була нова система в Англії, коли вона була введена після завоювання нормандцями, які покладалися в основному на своїх кінних лицарів, тоді як англійці билися пішки. Такий звичай існував у Нормандії, де лицар мав феод, який називався feef de haubert, від кольчуги або кольчуги (лат. lorica), яку носили лицарі. Натяк на це робиться в коронаційній хартії Генріха I (1100), де говориться про тих, хто перебуває на лицарській службі, як про «militibus qui per loricam terras suas deserviunt» (буквально «солдати, які служать [або підкоряються] своїм землям за допомогою броні»).
Вільгельм Завойовник розділив територію Англії між своїми магнатами у формі «почестей» або великих земельних ділянок. Вони були поділені магнатами на менші маєтки та ще менші підрозділи або феоди, достатньо великі, щоб утримувати одного лицаря, що називалося лицарськими платами. Лицар віддавав шану своєму сеньйору, даючи обітницю вірності та приймаючи зобов'язання нести військову службу своєму сеньйору.
Така ж система була прийнята в Ірландії, коли цю країну завоював Генріх II. Магнат, якого його суверен отримав у феодацію за честь землі, міг забезпечити потрібних лицарів або найнявши їх за плату, або, що було б зручніше, коли багатство в основному було представлено землею, шляхом процесу субфеодації, подібного до того, за допомогою якого він сам був ув'язнений. Тобто він міг призначити суборендареві певну частину свого феода, щоб він утримувався безпосередньою військовою службою або послугою надання найманного лицаря. Тоді землю, яку таким чином володіли, можна було б описати як таку, що складається з одного або кількох лицарських плат, але плата лицаря не мала жодної фіксованої території, оскільки різні ґрунти та клімат вимагали різних площ для отримання певного прибутку, необхідного для підтримки лицаря та його оточення. Цей процес можна було просувати далі, доки між головним орендарем і фактичним власників землі не виник ланцюжок месне лордів. Однак відповідальність за виконання лицарської служби завжди була ретельно визначена.
Основними джерелами інформації про масштаби та розвиток лицарської служби є звіти (cartae) баронів (тобто головних орендарів) у 1166 році, які повідомляють королю, на його запит, імена своїх орендарів через лицарської служби з кількістю гонорарів, які вони мали, доповнених оплатами за скити, записаними на рулонах, пізнішими поверненнями, надрукованими в Книзі виплат, і ще більш пізніми, зібраними у Феодальній допомозі.
За звітами, зробленими в 1166 році, деякі барони отримали більше, а деякі менше, ніж кількість лицарів, яку вони мали знайти. В останньому випадку вони описали залишок як такий, що стягується з їхніх володінь, тобто з тієї частини володіння, яка залишалася у їхніх власних руках. Ці звіти додатково доводять, що землі вже були надані за службу частці лицаря, причому така служба на практиці вже замінювалася відповідною грошовою оплатою; і вони показують, що загальна кількість лицарів, яким нараховувалась військова служба, становила не шістдесят тисяч, як раніше вважалося, а, ймовірно, десь між п'ятьма і шістьма тисячами. Подібні повернення були зроблені для Нормандії, і вони цінні тим, що вони проливають світло на її систему лицарської служби.

## Інциденти військової служби
Основним обов'язком кожного лицаря була служба в поході, коли його було покликано, протягом сорока днів на рік, із зазначеними обладунками та зброєю. Однак існувала постійна суперечка щодо того, чи можна його покликати виконувати цю службу за межами королівства, і питання його витрат не було вільним від труднощів. На додаток до цього основного обов'язку, принаймні в багатьох випадках, він мав виконувати обов'язки охоронця замку в головному замку свого лорда протягом фіксованої кількості днів у році. На деяких баронствах також покладався обов'язок надавати лицарів для охорони королівських замків, таких як Віндзор, Рокінгем і Дувр.
При феодальній системі орендар на лицарській службі також мав такі ж грошові зобов'язання перед своїм сеньйором, як і його сеньйор перед королем. Вони складалися з:
- допомоги, яка полягала в обов'язку викупити лорда, якщо він потрапить у в'язницю, зробити старшого сина лорда лицарем і одружитися на старшій доньці лорда;
- подяки, яку він сплачував при успадкуванні своїх земель;
- праймер сейсин;
- опіки, тобто прибутка від його земель під час меншості (тобто якщо землевласник занадто молодий, щоб управляти землею);
- шлюбу, тобто права видавати заміж (якщо не викуплено), свою спадкоємицю, свого спадкоємця (якщо він неповнолітній) і свою вдову.[2]

## Денатурація
Принцип заміни військової служби на грошову став основою всієї системи, і концепція була настільки повною, що володіння лицарською службою месне лорда стає, спочатку фактично, а потім і юридично, володінням escuage (тобто щитового збору). За часів Генріха III, як стверджує Генрі Брактон, критерієм володіння було скидання; зобов'язання, хоч і невелике, стягувати плату за перебування в армії.
Розпад системи продовжився у другій половині ХІІІ століття як наслідок змін у війні, які підвищили важливість піших воїнів і зробили службу лицаря протягом сорока днів менш цінною для короля. Замість того, щоб сплачувати скити, барони сплачували за свою службу одноразові суми, і за допомогою процесу, який досі невідомий, номінальна квота лицарської служби, що належала кожному, до часів Едуарда I була в основному зменшена. Лицарський гонорар, однак, залишався лицарським гонораром, і грошові випадки військового володіння, особливо опікунства, шлюбу та штрафи за відчуження, довго продовжували бути джерелом доходу для корони. Але під час Реставрації (1660) володіння лицарською службою було скасовано Законом про скасування володінь 1660 року, а разом з ним були скасовані ці неприємні збори.